# Alan Bergman
Alan Bergman (11. září 1925 Brooklyn – 17. července 2025) byl americký textař. Pocházel ze židovské rodiny. Nejprve studoval na University of North Carolina at Chapel Hill a později na UCLA. Roku 1958 si vzal textařku Marilyn Bergman. Spolu s ní získal řadu ocenění, jako například Zlatý glóbus za nejlepší filmovou píseň (1968 a 1973), Oscar za nejlepší filmovou píseň (1968 a 1973) nebo cenu Grammy pro píseň roku (1975). V roce 1980 byl uveden do Songwriters Hall of Fame.